# 당 현종
당 현종 이융기(唐玄宗 李隆基, 685년 9월 8일(음력 8월 5일) ~ 762년 5월 3일(음력 4월 5일))는 중국 당나라의 제6대 황제이다. 별호는 당 명황(唐明皇)이며, 당 태종 이세민 이후 개원성세로 불리는 왕조의 재번영을 이끌기도 했으나 동시에 안사의 난이 일어나는 빌미를 제공했다.
당 예종 이단의 3남이며, 어머니는 소성황후 두씨이다.

## 어린 시절
이융기는 처음에 초왕(楚王)으로 책봉되었으나, 후에 임치왕(臨淄王)으로 책봉되었다. 일찍이 별가 등 요직을 맡았으나, 당시 황후인 큰어머니 황후 위씨에게 모함을 받아 수도 장안으로 소환되었다. 710년, 위씨가 딸 안락공주와 결탁하여 황제인 중종 이현을 죽이자, 이것을 알아챈 이융기는 우림군 병사를 소집, 궁중으로 들어가 위씨와 안락공주를 죽이고, 이어 위씨 가문 모두를 몰살시켰다. 또한 자신의 할머니인 성신황제 무씨의 집안 무씨 일가까지 몰살시켰다.
이어, 고모 태평공주에게 아버지 예종 이단의 복위 주도 운동을 맡아달라 하였고, 그로 인해 이단은 다시 황제의 자리에 앉았고, 이융기는 평왕(平王)에 책봉되었다가 큰형인 이헌의 양보로 황태자에 책봉되었다.
712년 9월 8일, 이때는 이융기의 27번째 생일이었다. 예종 이단은 황태자 이융기에게 황제의 위를 물려주고 연호를 선천(先天)이라 하니, 이가 당나라 제6대 황제인 현종이다.
현종 이융기가 즉위했으나, 그의 고모 태평공주는 황위를 노리고 있었다. 태평공주는 은밀히 여러 번 이융기를 독살하려 했으나 모두 실패로 돌아갔으며, 713년에 이융기는 태평공주와 그 일당을 모두 죽여버렸다.

## 개원의 치

### 유능한 재상들의 보좌
현종 이융기는 1년 뒤 713년에 연호를 개원(開元)으로 바꾸고, 정치에 본격적으로 착수했다. 현종을 섬기던 관리중에는 유능한 재상들이 많았는데, 요숭(姚嵩), 한휴, 송경, 장구령, 소숭 등이었다. 이들 모두 각각의 능력이 출중하고 황제에 대한 충성심이 지극하였다 한다. 그중에도 요숭의 공이 가장 높아, 이융기는 그를 승상에 임명하기도 했다. 요숭은 그에게 가난의 퇴치를 포함한 치국의 10가지 조건을 제시하였고, 이융기는 이것을 모두 수용하였다. 한휴는 언제나 이융기에게 직언을 올렸다. 하지만 소숭은 이융기에게 언제나 순종적이고 아첨을 하였다 한다.

### 애민정치
고 고우영 화백의 《만화 십팔사략》(두산동아)에 따르면, 이융기는 "짐이 마르더라도, 천하와 백성들이 살찌면 아무 여한이 없다."라고 하였다. 이융기가 재위 초기에 얼마나 민생위주의 정치에 전력을 쏟았는가를 보여주는 대목이다. 이융기는 중앙의 유능한 관리를 지방에 도독이나 자사로 파견하였고, 적성에 맞지 않는 관리는 모두 교체하였다고 전해진다. 심지어는 나라에 가뭄이 돌자, 황궁의 쌀을 배고픈 민중들에게 나누어주는 등 어진 정치를 행하였고, 환관과 인척을 정치에 관여하지 못하도록 하여 정치가 문란해질 위험을 미리 막았다. 또한 이융기는 사찰과 승려의 수를 줄이고, 권력가들을 제압하는 한편, 조정을 정비하여 상벌을 엄정히 나누어 주어서 중종 이후 혼란스러웠던 정치 상황을 안정시켰다. 이융기의 훌륭한 정치덕분에 당나라의 국력은 당연히 강성해졌으며, 태종 이세민이 이룩한 태평성세에 버금가는 치세를 하여 후세 사람들은 이를 당시의 연호인 개원(開元)을 따 '개원의 치(治)'로 불렀다.

## 양귀비의 등장
이러한 치세가 계속되자, 당 현종 이융기는 거만해져서 자신을 위해 직언하는 훌륭한 대신들을 내치고 자신에게 아첨을 떨고 순종하는 신하들을 중용하였다. 또, 이원을 세워 광대들을 키워내기도 했다. 그리고 이융기는 유능한 장구령을 해임하고 이임보를 승상으로 임명했는데, 이임보는 무식하고 무능한 인간이지만 아첨에 뛰어나서 이융기의 총애를 받아 승상까지 오를 수 있었다. 또한 이융기에게 오는 모든 정보를 차단하고 19년간이나 국정을 전횡한 간신배이기도 하다.
737년 자신이 가장 사랑했던 무혜비마저 죽자, 방황하던 이융기는 어느 날, 한 여자를 본 순간 그녀에게 반해버려 만사가 손에 잡히지 않았고, 결국 당대 최고의 권력가인 환관 고력사(高力士)를 시켜 그녀를 데려오게 한다.
그녀가 바로 수왕비 양옥환(楊玉環)이었다. 양옥환은 이융기의 며느리였는데, 그녀의 미모에 반한 이융기가 그녀를 자신의 13남인 수왕 이모에게서 가로챘던 것이다.
이리하여 745년, 이융기의 나이 61세 때에 27세인 양옥환은 귀비에 책봉된다. 귀비는 황후 다음가는 자리였던 지라, 당시 황후가 죽고 없던 차에 그녀는 황후의 역할을 대신하다시피 했다. 이 여인이 바로 양귀비이다.

## 양귀비 일가의 전횡
현종 이융기는 죽은 양귀비의 아버지에게 대위제국공이란 벼슬을 내리고, 그녀의 숙부와 세 명의 친오빠에게도 높은 벼슬을 하사하였다. 또한 양귀비의 세 명의 언니를 모두 국부인으로 책봉하여 그 세도가 매우 어마어마했다.
이융기는 그 중에서도 양귀비의 셋째 언니 괵국부인에게도 반해, 그녀와도 애정 행각을 벌였다. 그녀를 질투한 양귀비가 괵국부인을 황궁에 들어오지 못하게 하였다는 말도 있다. 이에 노한 이융기는 양귀비를 궁에서 내치기까지 했다.
이 양귀비의 일가 친척 중에서 가장 세도를 누린 사람은 양귀비의 사촌 오빠 양검이다. 양검은 이융기에 총애를 받아 이융기에게 '국충(國忠)'이란 이름을 하사받았다.
이임보가 죽자, 양국충은 승상에까지 올라 국정을 전횡하였다. 양국충도 소인배요 간신배인지라, 충신은 죽이거나 내치고, 아첨꾼들을 이융기 옆에 붙여놓는 등 갖은 전횡을 일삼았다.
당시 내쳐진 양귀비는 양국충의 집에 있었는데, 양국충이 환관 고력사와 담합하여 양귀비와 이융기의 관계를 화해시키려 했고, 이융기는 결국 그 화해를 받아들였다. 그리하여 양귀비와 같이 화청궁에서 목욕을 했는데, 그녀의 육체를 본 이융기는 다시 그녀에게 빠져들었다.

## 안록산과 양귀비
747년, 이융기는 절도사 안록산이 장안으로 오자, 성대한 잔치를 베풀었고, 여기서 안록산과 양귀비가 처음 대면을 하게 된다. 안록산은 이융기와 양귀비의 총애를 받아, 양귀비의 수양아들이 되었고, 변방의 국방까지 책임지게 되었다. 양귀비는 늙은 이융기 대신 젊고 체구가 우람한 안록산을 사랑하게 되었다.
이 때, 승상 양국충은 안록산의 등장으로 점점 위기감을 느꼈고, 이융기에게 안록산을 모함하였다. 그러나, 양귀비는 언제나 안록산을 변호하여 그를 위기에서 구했다. 양귀비는 조정의 권세까지 장악하게 되었던 것이다.

## 안·사의 난
천보(天寶) 14년인 755년, 안록산은 변방으로 돌아가, 부하 사사명과 함께 양국충 타도를 명분으로 반란을 일으킨다. 이 반란이 바로 안사의 난이다. 반란이 일어나자 이융기와 양귀비, 양국충과 그 일가 친척들은 모두 장안에서 피신하였고, 반란군은 계속 장안을 향해 진격했다. 하지만 이융기를 호위하던 관군이 일행이 머무르고 있는 마외파(馬嵬坡)에서 양국충과 그 일가를 모두 죽일 것을 강요하였고, 양국충이 놀라 허둥거리자, 군인들은 그를 끌어내어 목을 베어버리고, 시체를 여러 조각으로 찢어갈겼다.
이들은 이융기가 쉬고 있던 역관에서 계속 시위를 하자, 신하 위견소, 위방진을 보냈으나 소용이 없자 이융기 자신이 그들을 설득을 하기 시작했다.
군인들은 양귀비를 죽일 것을 강요하였고, 고력사 역시 선택이 없다고 하자, 이융기는 어쩔 수 없이 양귀비에게 자결 명령을 내렸다. 양귀비는 울면서 역관 옆 나무에 목을 매어 죽었다. 이 때, 그녀의 나이 38세, 때는 756년이었다. 양귀비가 죽었다는 소리를 들은 군인들은 환성을 내지르며 다시 이융기를 호위해 서쪽으로 행군했다. 그러나 같이 따라온 황태자 이형은 마외파에 남아 조정 일을 주관하였고, 북쪽으로 올라가 영무에서 황제에 오르고, 이융기를 태상황으로 삼았다.

## 최후
757년 12월, 태상황 이융기는 장안으로 돌아왔고, 감로전에 거처하며 쓸쓸한 나날을 보냈다. 5년 뒤인, 762년 5월 2일에 양귀비에 대한 그리움과 지난날의 영화에 대한 허무함 때문에 병이 들었다. 그는 옥피리를 처량하게 불고, 궁녀를 불러 자신을 목욕시키라 하였다. 그리고 그 다음날인 5월 3일 새벽에 붕어하니 그때 나이 78세였다.

## 존호, 시호, 능호, 묘호
생전 존호는 초창기에는 개원신무황제(開元神武皇帝)를 받았으며, 이후 추가와 개칭을 반복하여 최종적으로 존호가 개원천지대보성문신무증도효덕황제(開元天地大寶聖文神武證道孝德皇帝)이다. 양위 후 태상황으로서의 존호는 태상지도성황제(太上至道聖皇帝)이다.
정식 시호는 지도대성대명효황제(至道大聖大明孝皇帝)이다.
묘호는 현종(玄宗)이며, 능호는 태릉(泰陵)이다.

## 사후 평가
며느리이기도 했던 양귀비와의 로맨스는 화제가 되어 장한가 등의 작품의 소재가 되기도 했다. 그러나 조선의 성리학자 이현일 등은 그의 저서 갈암집에 '당나라 현종이 재물을 긁어 모으고 사치를 일삼았다.(唐玄宗斂財侈費)'고 비판하였다.

## 가족관계

### 조부모와 부모
- 조부 : 고종(高宗) 천황대제(天皇大帝) 이치(李治)
- 조모 : 측천황후(則天皇后) 무조(武曌)
- 부친 : 예종(睿宗) 현진황제(玄眞皇帝) 이단(李旦)
- 모친 : 소성황후(昭成皇后) 두씨(竇氏)

### 황후
| 봉호           | 시호                | 이름(성씨) | 별칭  | 재위년도      | 생몰년도      | 국구(장인/장모)                                             | 능묘       | 비고  |
| -------------- | ------------------- | ---------- | ----- | ------------- | ------------- | ----------------------------------------------------------- | ---------- | ----- |
| 폐황후(廢皇后) |                     | 왕씨(王氏) | [ 2 ] | 712년 ~ 724년 | ? ~ 724년     | 익국소선공(祁國昭宣公) 왕인교(王仁皎)                       |            | [ 3 ] |
| 혜비(惠妃)     | 정순황후 (貞順皇后) | 무씨(武氏) |       | (추존)        | ? ~ 737년     | 항안왕(恆安王) 무유지(武攸止) 정국부인(鄭國夫人) 양씨(楊氏) | 경릉(敬陵) | [ 4 ] |
| 귀빈(貴嬪)     | 원헌황후 (元獻皇后) | 양씨(楊氏) |       | (추존)        | 699년 ~ 720년 | 정국공(鄭國公) 양지경(楊知慶)                               | 태릉(泰陵) | [ 5 ] |

### 후궁
| - 귀비 동씨(貴妃 董氏) - 귀비 양씨(貴妃 楊氏) - 귀비 항씨(貴妃 項氏) - 숙비 양씨(淑妃 楊氏) - 현비 무씨(賢妃 武氏) - 안비 안씨(安妃 安氏) - 양비 양씨(楊妃 楊氏) - 희비 양씨(喜妃 楊氏) - 폐순비 양씨(廢順妃 楊氏) - 수비 양씨(秀妃 楊氏) - 여비 조씨(麗妃 趙氏) - 화비 유씨(華妃 劉氏) - 덕비 전씨(德妃 錢氏) - 매비 강씨(梅妃 江氏) - 덕의 황보씨(德儀 皇甫氏) - 사후 숙비(淑妃)에 추증 - 무현의(武賢儀) - 곽순의(郭順儀) | - 동방의(董芳儀) - 류첩여(柳婕妤) - 고첩여(高婕妤) - 유재인(劉才人) - 염재인(閻才人) - 진재인(陳才人) - 정재인(鄭才人) - 고재인(高才人) - 상재인(常才人) - 조재인(趙才人) - 막재인(莫才人) - 종미인(鍾美人) - 노미인(盧美人) - 왕미인(王美人) - 두미인(杜美人) - 조야나희(曹野那姬) - 소그디아 출신. |

### 황자
| -    | 봉호           | 시호                    | 이름                      | 생몰년도      | 생모          | 자식     | 별칭   | 비고                   |
| ---- | -------------- | ----------------------- | ------------------------- | ------------- | ------------- | -------- | ------ | ---------------------- |
| 장남 | 경왕(慶王)     | 봉천황제 (奉天皇帝)     | 이사직(李嗣直) 이종(李琮) | ? ~ 752년     | 화비 유씨     | 1양자    | [ 6 ]  | [ 7 ]                  |
| 차남 | 황태자(皇太子) |                         | 이사겸(李嗣謙) 이영(李瑛) | ? ~ 737년     | 여비 조씨     | 7남 2녀  | [ 8 ]  | [ 9 ]                  |
| 3남  | 황태자(皇太子) |                         | 이사승(李嗣升) 이형(李亨) | 711년 ~ 762년 | 원헌황후 양씨 | 14남 9녀 | [ 10 ] | 제7대 황제 숙종(肅宗). |
| 4남  | 체왕(棣王)     |                         | 이사진(李嗣眞) 이염(李琰) | ? ~ 752년     | 덕비 전씨     | 55자녀   | [ 11 ] |                        |
| 5남  | 악왕(鄂王)     |                         | 이사초(李嗣初) 이요(李瑶) | ? ~ 737년     | 덕의 황보씨   |          |        | [ 12 ]                 |
| 6남  | 영왕(榮王)     | 정공황태자 (靖恭皇太子) | 이사현(李嗣玄) 이완(李琬) | ? ~ 755년     | 화비 유씨     | 58자녀   | [ 13 ] | [ 14 ]                 |
| 7남  | 광왕(光王)     |                         | 이거(李涺) 이거(李琚)     | ? ~ 737년     | 재인 유씨     |          |        | [ 12 ]                 |
| 8남  | 하왕(夏王)     | 도(悼)                  | 이일(李一)                | 716년 ~ 717년 | 정순황후 무씨 |          |        | 요절함.                |
| 9남  | 의왕(儀王)     |                         | 이유(李濰) 이수(李璲)     | ? ~ 765년     | 화비 유씨     | 2남      |        |                        |
| 10남 | 영왕(潁王)     |                         | 이운(李澐) 이교(李璬)     | 718년 ~ 783년 | 첩여 고씨     | 4남 4녀  |        |                        |
| 11남 | 회왕(懷王)     | 애(哀)                  | 이민(李敏)                | 719년 ~ 720년 | 정순황후 무씨 |          | [ 15 ] | 요절함.                |
| 12남 | 영왕(永王)     |                         | 이택(李澤) 이린(李璘)     | ? ~ 757년     | 순의 곽씨     |          |        |                        |
| 13남 | 수왕(壽王)     |                         | 이청(李淸) 이모(李瑁)     | ? ~ 775년     | 정순황후 무씨 |          |        |                        |
| 14남 | 연왕(延王)     |                         | 이회(李洄) 이분(李玢)     | ? ~ 784년     | 첩여 류씨     | 5남      |        |                        |
| 15남 | 성왕(盛王)     |                         | 이목(李沐) 이기(李琦)     | ? ~ 764년     | 정순황후 무씨 | 4남      |        |                        |
| 16남 | 제왕(濟王)     |                         | 이일(李溢) 이환(李環)     | ? ~ 768년     | 미인 종씨     | 2남      |        |                        |
| 17남 | 신왕(信王)     |                         | 이면(李沔) 이황(李瑝)     | 725년 ~ 774년 | 미인 노씨     | 2남      |        |                        |
| 18남 | 의왕(義王)     |                         | 이최(李漼) 이자(李玼)     | 725년 ~ 784년 | 재인 염씨     | 2남      |        |                        |
| 19남 | 진왕(陳王)     |                         | 이환(李渙) 이규(李珪)     | 725년 ~ 784년 | 재인 왕씨     | 3남      |        |                        |
| 20남 | 풍왕(豊王)     |                         | 이징(李澄) 이공(李珙)     | ? ~ 763년     | 재인 진씨     | 2남      |        |                        |
| 21남 | 항왕(恆王)     |                         | 이혜(李潓) 이전(李瑱)     |               | 재인 정씨     |          |        |                        |
| 22남 | 양왕(涼王)     |                         | 이혜(李潓) 이선(李璿)     | ? ~ 774년     | 현의 무씨     | 1남      |        |                        |
| 23남 | 변왕(汴王)     | 애(哀)                  | 이도(李滔) 이경(李璥)     | ? ~ 736년     | 현의 무씨     |          |        | 요절함.                |
| 24남 | 목왕(木王)     |                         | 이영(李永) 이후(李逅)     | ? ~ 773년     | 수비 양씨     |          |        | 요절함.                |

- 원래 6명이 더 있으나, 일찍 사망하였다.

### 황녀
| -    | 봉호(시호)          | 이름                          | 생몰년도      | 생모          | 남편                                        | 별칭   | 비고    |
| ---- | ------------------- | ----------------------------- | ------------- | ------------- | ------------------------------------------- | ------ | ------- |
| 장녀 | 영목공주 (永穆公主) |                               |               | 첩여 류씨     | 낭야의공(琅邪懿公) 왕요(王繇)               | [ 16 ] |         |
| 차녀 | 상분공주 (常芬公主) |                               |               |               | 범양혜백(范陽惠伯) 장거사(張去奢)           |        |         |
| 3녀  | 임진공주 (臨晉公主) |                               | ? ~ 773년     | 덕의 황보씨   | 정잠요(鄭潛曜)                              |        |         |
| 4녀  | 효창공주 (孝昌公主) |                               |               |               |                                             |        | 요절함. |
| 5녀  | 당창공주 (唐昌公主) |                               |               |               | 설수(薛銹)                                  |        |         |
| 6녀  | 영창공주 (靈昌公主) |                               |               |               |                                             |        | 요절함. |
| 7녀  | 상산공주 (常山公主) |                               |               |               | 설담(薛譚)                                  |        |         |
| 7녀  | 상산공주 (常山公主) | 두역(竇繹)                    |               |               |                                             |        |         |
| 8녀  | 제국공주 (齊國公主) |                               |               | 원헌황후 양씨 | 장게(張垍)                                  | [ 17 ] |         |
| 8녀  | 제국공주 (齊國公主) | 배영(裴潁)                    |               | 원헌황후 양씨 |                                             | [ 17 ] |         |
| 8녀  | 제국공주 (齊國公主) | 양돈(楊敦)                    |               | 원헌황후 양씨 |                                             | [ 17 ] |         |
| 9녀  | 만안공주 (萬安公主) |                               |               |               |                                             |        | [ 18 ]  |
| 10녀 | 상선공주 (上仙公主) |                               |               | 정순황후 무씨 |                                             |        | 요절함. |
| 11녀 | 진국공주 (晉國公主) |                               |               |               | 최혜동(崔惠童)                              | [ 19 ] |         |
| 12녀 | 회사공주 (懷思公主) |                               |               |               |                                             |        | 요절함. |
| 13녀 | 신창공주 (新昌公主) |                               |               |               | 소형(蕭衡)                                  |        | [ 20 ]  |
| 14녀 | 위국공주 (衛國公主) |                               |               |               | 중산군개국공(中山郡開國公) 두로 건(豆盧 建) | [ 21 ] |         |
| 14녀 | 위국공주 (衛國公主) | 양설(楊說)                    |               |               |                                             | [ 21 ] |         |
| 15녀 | 진양공주 (眞陽公主) |                               |               |               | 원청(源淸)                                  |        |         |
| 15녀 | 진양공주 (眞陽公主) | 기국공(岐國公) 소진(蘇震)     |               |               |                                             |        |         |
| 16녀 | 신성공주 (信成公主) |                               |               | 재인 염씨     | 독고 명(獨孤 明)                            |        |         |
| 17녀 | 영녕공주 (永寧公主) |                               |               |               | 위국공(魏國公) 배제구(裴齊丘)               |        |         |
| 18녀 | 초국공주 (楚國公主) |                               |               |               | 복양현공(濮陽縣公) 오등강(吳澄江)           | [ 22 ] |         |
| 19녀 | 송국공주 (宋國公主) |                               |               |               | 온서화(溫西華)                              | [ 23 ] |         |
| 19녀 | 송국공주 (宋國公主) | 양휘(楊徽)                    |               |               |                                             | [ 23 ] |         |
| 20녀 | 창락공주 (昌樂公主) |                               |               | 재인 고씨     | 두악(竇鍔)                                  |        |         |
| 21녀 | 태화공주 (太華公主) |                               |               | 정순황후 무씨 | 양기(楊錡)                                  |        |         |
| 22녀 | 수광공주 (壽光公主) |                               | 726년 ~ 750년 | 재인 조씨     | 곽액(郭液)                                  |        |         |
| 23녀 | 낙성공주 (樂城公主) |                               |               |               | 설이겸(薛履謙)                              |        |         |
| 24녀 | 함의공주 (咸宜公主) |                               | ? ~ 784년     | 정순황후 무씨 | 양회(楊洄)                                  |        |         |
| 24녀 | 함의공주 (咸宜公主) | 최숭(崔嵩)                    | ? ~ 784년     | 정순황후 무씨 |                                             |        |         |
| 25녀 | 의춘공주 (宜春公主) |                               |               | 소의 임씨     |                                             |        | 요절함. |
| 26녀 | 광녕공주 (廣寧公主) |                               |               | 방의 동씨     | 정창윤(程昌胤)                              | [ 24 ] |         |
| 26녀 | 광녕공주 (廣寧公主) | 소극정(蘇克貞)                |               | 방의 동씨     |                                             | [ 24 ] |         |
| 27녀 | 만춘공주 (萬春公主) |                               | 732년 ~ 770년 | 미인 두씨     | 양불(楊昢)                                  |        |         |
| 27녀 | 만춘공주 (萬春公主) | 양기(楊錡)                    | 732년 ~ 770년 | 미인 두씨     |                                             |        |         |
| 28녀 | 신평공주 (新平公主) |                               | ? ~ 775년     | 재인 상씨     | 배감(裴玪)                                  |        |         |
| 28녀 | 신평공주 (新平公主) | 초국공(楚國公) 강경초(姜慶初) | ? ~ 775년     | 재인 상씨     |                                             |        |         |
| 29녀 | 수안공주 (壽安公主) | 이충낭(李蟲娘)                |               | 조야나희      | 소발(蘇發)                                  |        |         |
| 30녀 | 흔화공주 (欣華公主) |                               |               | 희비 양씨     |                                             |        | 요절함. |

## 기년
| 현종        | 원년            | 2년                 | 3년        | 4년        | 5년        | 6년        | 7년        | 8년        | 9년        | 10년       |
| ----------- | --------------- | ------------------- | ---------- | ---------- | ---------- | ---------- | ---------- | ---------- | ---------- | ---------- |
| 서력 (西曆) | 712년           | 713년               | 714년      | 715년      | 716년      | 717년      | 718년      | 719년      | 720년      | 721년      |
| 간지 (干支) | 임자(壬子)      | 계축(癸丑)          | 갑인(甲寅) | 을묘(乙卯) | 병진(丙辰) | 정사(丁巳) | 무오(戊午) | 기미(己未) | 경신(庚申) | 신유(辛酉) |
| 연호 (年號) | 선천(先天) 원년 | 2년 개원(開元) 원년 | 2년        | 3년        | 4년        | 5년        | 6년        | 7년        | 8년        | 9년        |
| 현종        | 11년            | 12년                | 13년       | 14년       | 15년       | 16년       | 17년       | 18년       | 19년       | 20년       |
| 서력 (西曆) | 722년           | 723년               | 724년      | 725년      | 726년      | 727년      | 728년      | 729년      | 730년      | 731년      |
| 간지 (干支) | 임술(壬戌)      | 계해(癸亥)          | 갑자(甲子) | 을축(乙丑) | 병인(丙寅) | 정묘(丁卯) | 무진(戊辰) | 기사(己巳) | 경오(庚午) | 신미(辛未) |
| 연호 (年號) | 10년            | 11년                | 12년       | 13년       | 14년       | 15년       | 16년       | 17년       | 18년       | 19년       |
| 현종        | 21년            | 22년                | 23년       | 24년       | 25년       | 26년       | 27년       | 28년       | 29년       | 30년       |
| 서력 (西曆) | 732년           | 733년               | 734년      | 735년      | 736년      | 737년      | 738년      | 739년      | 740년      | 741년      |
| 간지 (干支) | 임신(壬申)      | 계유(癸酉)          | 갑술(甲戌) | 을해(乙亥) | 병자(丙子) | 정축(丁丑) | 무인(戊寅) | 기묘(己卯) | 경진(庚辰) | 신사(辛巳) |
| 연호 (年號) | 20년            | 21년                | 22년       | 23년       | 24년       | 25년       | 26년       | 27년       | 28년       | 29년       |
| 현종        | 31년            | 32년                | 33년       | 34년       | 35년       | 36년       | 37년       | 38년       | 39년       | 40년       |
| 서력 (西曆) | 742년           | 743년               | 744년      | 745년      | 746년      | 747년      | 748년      | 749년      | 750년      | 751년      |
| 간지 (干支) | 임오(壬午)      | 계미(癸未)          | 갑신(甲申) | 을유(乙酉) | 병술(丙戌) | 정해(丁亥) | 무자(戊子) | 기축(己丑) | 경인(庚寅) | 신묘(辛卯) |
| 연호 (年號) | 천보(天寶) 원년 | 2년                 | 3년        | 4년        | 5년        | 6년        | 7년        | 8년        | 9년        | 10년       |
| 현종        | 41년            | 42년                | 43년       | 44년       | 45년       |            |            |            |            |            |
| 서력 (西曆) | 752년           | 753년               | 754년      | 755년      | 756년      |            |            |            |            |            |
| 간지 (干支) | 임진(壬辰)      | 계사(癸巳)          | 갑오(甲午) | 을미(乙未) | 병신(丙申) |            |            |            |            |            |
| 연호 (年號) | 11년            | 12년                | 13년       | 14년       | 15년       |            |            |            |            |            |